# Canindeyú

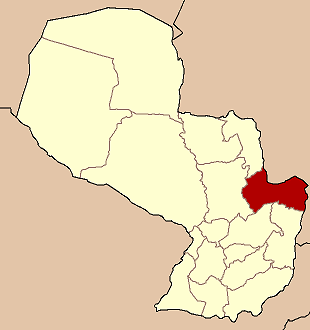
Departementet Canindeyús läge i Paraguay.

Canindeyú är ett departement i Paraguay beläget i landets östra del. Arean är 14667 km² och befolkningen uppgick 2002 till 96 826 invånare. Canindeyú gränsar till departementen Amambay, San Pedro, Caaguazú och Alto Paraná samt till Brasilien. Huvudstaden heter Salto de Guairá. Departementet är uppdelat i 10 distrikt (distritos).
Canindeyú är bergigt i väster och i öster korsas det mer slättbetonade landskapet av flera biflöden till Paranáfloden. Bergen utgör också vattendelare mellan Paraguayfloden och Paranáfloden. 
Klimatet är tropiskt med en årsmedeltemperatur på 21° C och en nederbörd på 1600 mm/år. Till skydd för det rika naturlivet inrättades 1991 naturreservatet La reserva natural del Bosque Mbaracayú.
Ekonomin domineras av jordbruk, där man främst odlade sojabönor, mandioka, majs, bomull, sockerrör och vete, följt av boskapsskötsel och skogsbruk. 